# Zygophylax cyathifera
Zygophylax cyathifera är en nässeldjursart som först beskrevs av George James Allman 1888.  Zygophylax cyathifera ingår i släktet Zygophylax och familjen Lafoeidae. Inga underarter finns listade i Catalogue of Life.